# La Haie-Fouassière
La Haie-Fouassière è un comune francese di 4 396 abitanti situato nel dipartimento della Loira Atlantica, nella regione dei Paesi della Loira.

## Società

### Evoluzione demografica
Abitanti censiti